# Nitvai járás

A Nitvai járás a Permi határterületen

A Nitvai járás (oroszul Нытвенский район) Oroszország egyik járása a Permi határterületen. Székhelye Nitva.

## Népesség
- 1989-ben 50 338 lakosa volt.
- 2002-ben 47 779 lakosa volt, melynek 91,7%-a orosz, 1,9%-a komi-permják, 1,9%-a udmurt nemzetiségű.
- 2010-ben 43 812 lakosa volt, melyből 40 011 orosz, 717 komi, 652 tatár, 398 udmurt, 236 baskír, 215 ukrán, 127 német, 100 örmény stb.